# Comuna de Biesiekier
Biesiekierz (polaco: Gmina Biesiekierz) é uma gminy (comuna) na Polónia, na voivodia de Pomerânia Ocidental e no condado de Koszaliński.
De acordo com os censos de 2007, a comuna tem 5546 habitantes, com uma densidade 47,5 hab/km².

## Área
Estende-se por uma área de 116,87 km².

## Demografia
Dados de 30 de Junho 2004:
|                      | Total   | Total | Mulheres | Mulheres | Homens  | Homens |
| -------------------- | ------- | ----- | -------- | -------- | ------- | ------ |
|                      | pessoas | %     | pessoas  | %        | pessoas | %      |
| População            | 5183    | 100   | 2606     | 50,3     | 2577    | 49,7   |
| Densidade (pop./km²) | 44,3    | 100   | 22,3     | 22,3     | 22,1    | 22,1   |

De acordo com dados de 2002, o rendimento médio per capita ascendia a 1764,24 zł.